# James Geiss
James Peter Geiss (1950. március 14. – 2000. december 19.) amerikai sinológus.

## Élete, munkássága
James Geiss a Princetoni Egyetemen végzett, majd szerzett doktori fokozatot 1979-ben a Peking under the Ming (1368-1644) című disszertációjával. A szakterülete a Ming-kori történelem volt. Számos, a témában született publikációja mellett, a The Cambridge History of Ancient China 7. kötetében két fejezetnek is a szerzője. Emlékére 2001-ben a Ming-kori kutatásokat támogató nonprofit alapítványt, a James P. Geiss Foundationt hozták létre.